# Live Together
Live Together è un singolo del 1990 della cantautrice britannica Lisa Stansfield estratto dall'album Affection.

## Classifiche
| Classifica (1990) | Posizione massima |
| ----------------- | ----------------- |
| Austria           | 30                |
| Belgio (Fiandre)  | 7                 |
| Finlandia         | 16                |
| Germania          | 23                |
| Irlanda           | 11                |
| Italia            | 10                |
| Nuova Zelanda     | 23                |
| Paesi Bassi       | 11                |
| Regno Unito       | 10                |
| Spagna            | 17                |
| Svizzera          | 15                |